# Carex cardiolepis
Espèce
Classification phylogénétique
Carex cardiolepis est une espèce des plantes du genre Carex et de la famille des Cyperaceae.